# Myelobia
Myelobia é um gênero de mariposa pertencente à família Crambidae.